# Varanus baritji
Il varano dalla coda crestata a macchie nere (Varanus baritji King e Horner, 1987) è una specie terricola di medie dimensioni della famiglia dei Varanidi. È noto anche come varano dalla coda crestata di White o varano nano di White.
Il nome specifico di questa specie, baritji (genitivo di baritj, termine aborigeno che vuol dire bianco), commemora il suo scopritore, il dottor Neville White.

## Descrizione
Questo varano spinoso è molto simile a V. acanthurus nell'aspetto, ma si differenzia da esso nella colorazione. Ad esempio, V. baritji ha il ventre giallo brillante. Tuttavia, V. baritji è privo delle strisce chiare e scure sul collo e degli ocelli chiari sul dorso presenti in V. acanthurus. Può raggiungere i 72 cm di lunghezza.

## Distribuzione e habitat
È diffuso nelle regioni più settentrionali del Territorio del Nord.

## Biologia
Le sue abitudini, poco conosciute, sono molto simili a quelle di V. acanthurus.